# Frederik Pithan

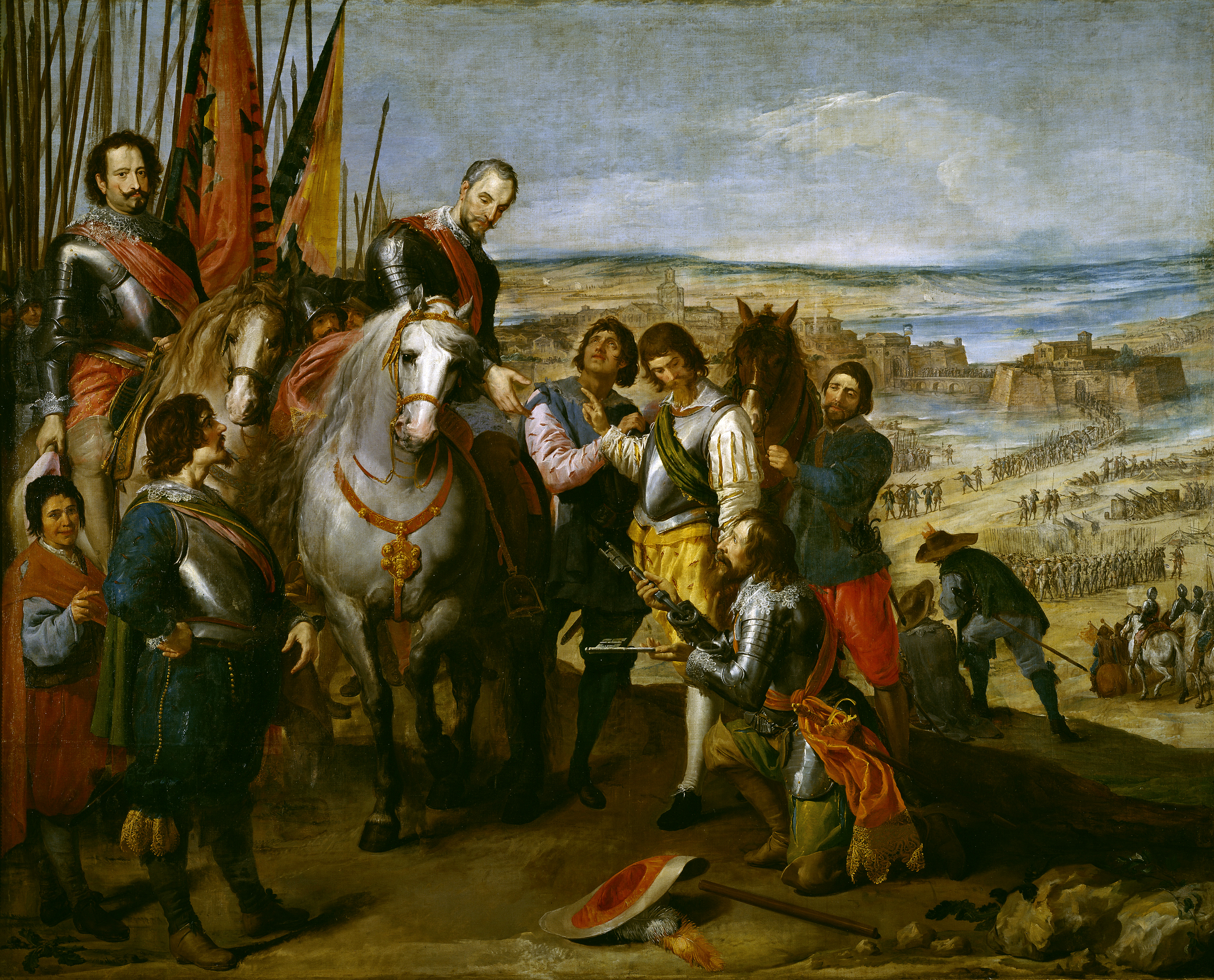
José Leonardo: La Rendición de Juliers (Die Übergabe von Jülich), 1635, Museo del Prado – Frederik Pithan übergibt am 3. Februar 1622 die Schlüssel der Festung Jülich dem spanischen General Ambrosio Spinola.

Frederik Pithan (* um 1550; † 20. Dezember 1632 in Utrecht), auch Frederick van Pithan genannt, war ein Soldat der Vereinigten Niederlande, Offizier und Söldnerführer im 16. und 17. Jahrhundert. In die Geschichte ging er dank seiner Rolle als Festungskommandant von Jülich im Auftrag der niederländischen Generalstaaten und der Partei der Possedierenden von 1614 bis zum Ende der Belagerung Jülichs 1621–22 ein.

## Leben
Über sein frühes Leben ist kaum etwas bekannt, sogar über seine Herkunft gibt es widersprüchliche Angaben. Manche Quellen behaupten, dass er Engländer gewesen sei, andere weisen ihn als Deutschen oder Niederländer aus.

Geboren wurde Frederik Pithan um 1550 oder 1552, das genaue Datum ist nicht bekannt. Erstmals trat er als Major im Nassauer Regiment des Grafen Ernst Casimir von Nassau in Erscheinung, seine Ernennung datiert vom 2. August 1601. Am 16. September 1614 erfolgte seine Ernennung zum Serjeant-Major (entspricht etwa einem Oberstleutnant), gleichzeitig wurde er mit dem Amt des Kommandanten der Festung Jülich betraut, das er sowohl im Interesse der Generalstaaten wie auch der mittlerweile zerstrittenen Partei der Possedierenden im Jülich-Klevischen Erbfolgestreit führte. Dieses Kommando hatte er noch im Jahr 1621 inne, als die Spanier unter General Ambrosio Spinola vor Jülich erschienen und die von den Niederländern gehaltene Festung zu belagern begannen. Obwohl seine 2.500 Mann Festungsbesatzung den Belagerern hoffnungslos unterlegen waren, führte der angeblich bereits 72 Jahre alte Pithan zumindest in den ersten Monaten der Belagerung zahlreiche Ausfälle gegen die eher passiv agierenden Spanier durch und hielt trotz ständigen Beschusses, knapper Vorräte und harter winterlicher Witterung (es sollen öfters Posten auf Wachdienst erfroren sein) hartnäckig aus, obwohl kaum Aussicht auf Entsatz bestand. Nach Ausschlagen mehrerer Übergabeaufforderungen beschloss Pithan dennoch am 17. Januar 1622 für den Fall, dass nach Ablauf von zwölf Tagen keine Verstärkung oder wenigstens Verpflegungsnachschub einträfe, die Festung zu übergeben. Am 3. Februar 1622 verließen er und die verbliebenen 2.000 Mann Besatzung mit ihren Waffen und militärischen Ehren Jülich und erhielten freies Geleit bis Nijmegen. Die militärische Führung der Generalstaaten war offenbar nicht der Ansicht, dass Pithan sein Amt zu ihrer Zufriedenheit ausgeübt hatte, so dass er wegen der Übergabe Jülichs am 21. Juni 1623 aus dem Regiment entlassen wurde.

Es ist zu hören, dass Pithan im Gefängnis gestorben oder gar enthauptet worden sei. Seine letzte Spur findet sich freilich erst fast zehn Jahre später im Sterbe- und Beerdigungsregister der Stadt Utrecht, die für den 22. Dezember 1632 die Bestattung des zwei Tage zuvor im Alter von 80 Jahren verstorbenen ‚Frederik van Pithan‘ verzeichnet. In der Handschrift Monumenta passim in templis ac monasteriis Trajectinae urbis atque agri inventa von Arnoldus Buchelius im Rijksarchiv Utrecht findet sich auf S. 226 (122r) die Beschreibung eines Grabmales, das wohl in der Regulierenkerk (Weeskerk) stand. Es weist neben mehreren anderen zwei identische Wappen mit der Überschrift Pithan sowie eine lateinische Inschrift auf:
Pernobili valido ac strenuo viro Frederico a Pithan, quondam provinciae Juliacensis et Insulae Comitis praefecto, illustris Ernesti Casimiri, comitis a Nassou legionis vicario, qui Praepotentium ordinum Foederationis Belgicae, maximam aetatis partem militavit, et in domino obdormivit, XX januarii anno Christi 1632, aetatis 80, monumentum positum

„Für Frederik van Pithan, ehemaliger Gouverneur der Provinz Jülich und Graves Weert und Oberstleutnant des Regiments des berühmten Ernst Casimir, Graf von Nassau, der fast sein ganzes Leben in den Streitkräften der Vereinigten Niederlande diente, verschied im Herrn am 20. Januar 1632 im Alter von 80 Jahren. Für ihn wurde dieses Denkmal gesetzt“.